# Karl Reichl
Karl Reichl (* 4. Juli 1943 in Weiden/Oberpfalz) ist ein deutscher Anglist, Mediävist und Hochschullehrer.

## Leben und Wirken
Karl Reichl studierte Anglistik und Romanistik an der Universität München und der Universität Montpellier. Nach dem ersten Staatsexamen für den höheren Schuldienst 1968 in München war er von 1968 bis 1970 Forschungsstudent an der University of Cambridge. Anschließend (1971) promovierte er in München bei Helmut Gneuss über „Religiöse Dichtung im englischen Hochmittelalter“. Bis 1977 war er dann als wissenschaftlicher Assistent tätig und habilitierte sich in diesem Jahr mit einer sprachwissenschaftlichen Arbeit. Für kurze Zeit (bis 1978) lehrte er als Wissenschaftlicher Rat und Professor an der Ruhr-Universität Bochum. Im Jahre 1978 wurde er ordentlicher Professor für Englische Philologie an der Universität Bonn. 2008 wurde er emeritiert. Gastprofessuren hatte Reichl u. a. an der Harvard University (1990), der Hebräischen Universität Jerusalem (2007 und 2009) und der University of Wisconsin, Madison (2011) inne. 1995 wurde er Honorarprofessor an der Staatlichen Universität in Nuskus (Usbekistan).
Seit 1999 ist Reichl Mitglied der Nordrhein-Westfälischen Akademie der Wissenschaften.
In seinen zahlreichen Veröffentlichungen beschäftigt sich Reichl mit der englischen Dichtung im Mittelalter, sprachwissenschaftlichen Themen und darüber hinaus mit der usbekischen Literatur und der Literatur der Turkmenen.

## Veröffentlichungen (Auswahl)
- Religiöse Dichtung im englischen Hochmittelalter (= Texte und Untersuchungen zur englischen Philologie. Bd. 1). Fink, München 1973, ISBN 3-7705-0930-7 (= Dissertation Universität München).
- Tractatus de grammatica. Eine fälschlich Robert Grosseteste zugeschriebene spekulative Grammatik. Edition und Kommentar (= Veröffentlichungen des Grabmann-Instituts zur Erforschung der mittelalterlichen Theologie und Philosophie, N.F. Bd. 28). Schöningh, Paderborn 1976, ISBN 3-506-79428-0.
- (Hrsg.): Usbekische Märchen (= Materialia Turcica. Beiheft 1). Brockmeyer, Bochum 1978, ISBN 3-88339-033-X.
- (Hrsg.): Türkmenische Märchen (= Materialia Turcica. Beiheft 4). Brockmeyer, Bochum 1982, ISBN 3-88339-265-0.
- Zur Frage des irischen Einflusses auf die altenglische weltliche Dichtung. In: Heinz Löwe (Hrsg.): Die Iren und Europa im früheren Mittelalter. Bd. 1. Klett-Cotta, Stuttgart 1982, ISBN 3-12-915470-1, S. 138–168.
- Categorial grammar and word-formation. The de-adjectival abstract noun in English (= Buchreihe der Anglia. Bd. 22). Niemeyer, Tübingen 1982, ISBN 3-484-42122-3 (= Habilitationsschrift Universität München).
- (Hrsg.): Karalkapakische Märchen (= Materialia Turcica. Beiheft 7). Brockmeyer, Bochum 1985, ISBN 3-88339-456-4.
- (Übers.): Rawsan. Ein usbekisches mündliches Epos (= Asiatische Forschungen. Bd. 93). Harrassowitz, Wiesbaden 1985, ISBN 3-447-02506-9.
- (Hrsg. u. Übers.): Märchen aus Sinkiang. Überlieferungen der Turkvölker Chinas. Diederichs, Köln 1986, ISBN 3-424-00885-0.
- Turkic oral epic poetry. Traditions, forms, poetic structure (= The Albert Bates Lord studies in oral tradition. Bd. 7). Garland, New York 1992, ISBN 0-8240-7210-3.
- Englische Sprachwissenschaft. Eine Bibliographie (= Grundlagen der Anglistik und Amerikanistik, . Bd. 17). Erich Schmidt Verlag, Berlin 1993, ISBN 3-503-03068-9.
- (Hrsg.): The oral epic. Performance and music (= Intercultural music studies. Bd. 12). Verlag für Wiss. und Bildung, Berlin 2000, ISBN 3-86135-643-0.
- Singing the past. Turkic and medieval heroic poetry. Cornell University Press, Ithaca, NY 2000, ISBN 0-8014-3736-9.
- Spielmannsidiom, Dialektmischung und Kunstsprache in der mittelenglischen volkstümlichen Epik. Schöningh, Paderborn 2002, ISBN 3-506-71478-3.
- Das usbekische Heldenepos Alpomish. Einführung, Text, Übersetzung (= Turcologica. Bd. 48). Harrassowitz, Wiesbaden 2003, ISBN 3-447-04423-3.
- Die Anfänge der mittelenglischen weltlichen Lyrik. Text, Musik, Kontext. Schöningh, Paderborn 2005, ISBN 3-506-75682-6.
- Musik und Spiritualität im englischen Psalter des spätmittelalterlichen Mystikers Richard Rolle. Schöningh, Paderborn 2012, ISBN 978-3-506-77618-1.
- (Hrsg.): Medieval oral literature. de Gruyter, Berlin 2012, ISBN 978-3-11-018934-6.